# إل ألتو
إل ألتو هي مدينة من مدن بوليفيا. وهي ثاني أكبر مدينة في بوليفيا تقع في لاباز. يبلغ عدد سكانها 903,080 نسمة وذلك حسب إحصائيات سنة 2015. يبلغ ارتفاع المدينة عن سطح البحر قرابة 4150 متر. تبلغ مساحتها 363 كم².

## المناخ
يظهر الجدول التالي التغييرات المناخية على مدار السنة لإل ألتو:
| البيانات المناخية لـإل ألتو                                                                                           | البيانات المناخية لـإل ألتو | البيانات المناخية لـإل ألتو | البيانات المناخية لـإل ألتو | البيانات المناخية لـإل ألتو | البيانات المناخية لـإل ألتو | البيانات المناخية لـإل ألتو | البيانات المناخية لـإل ألتو | البيانات المناخية لـإل ألتو | البيانات المناخية لـإل ألتو | البيانات المناخية لـإل ألتو | البيانات المناخية لـإل ألتو | البيانات المناخية لـإل ألتو | البيانات المناخية لـإل ألتو |
| الشهر | يناير                       | فبراير                      | مارس                        | أبريل                       | مايو                        | يونيو                       | يوليو                       | أغسطس                       | سبتمبر                      | أكتوبر                      | نوفمبر                      | ديسمبر                      | المعدل السنوي               |
| --- | --------------------------- | --------------------------- | --------------------------- | --------------------------- | --------------------------- | --------------------------- | --------------------------- | --------------------------- | --------------------------- | --------------------------- | --------------------------- | --------------------------- | --------------------------- |
| الدرجة القصوى °م (°ف)                                                                                                 | 25.4 (77.7)                 | 22.8 (73.0)                 | 25.1 (77.2)                 | 22.9 (73.2)                 | 24.0 (75.2)                 | 20.0 (68.0)                 | 23.0 (73.4)                 | 21.0 (69.8)                 | 23.0 (73.4)                 | 23.0 (73.4)                 | 24.2 (75.6)                 | 22.0 (71.6)                 | 25.4 (77.7)                 |
| متوسط درجة الحرارة الكبرى °م (°ف)                                                                                     | 14.3 (57.7)                 | 14.3 (57.7)                 | 14.2 (57.6)                 | 14.4 (57.9)                 | 14.4 (57.9)                 | 14.0 (57.2)                 | 13.5 (56.3)                 | 13.7 (56.7)                 | 15.3 (59.5)                 | 15.3 (59.5)                 | 17.0 (62.6)                 | 15.7 (60.3)                 | 15.0 (59.0)                 |
| المتوسط اليومي °م (°ف)                                                                                                | 9.3 (48.7)                  | 9.0 (48.2)                  | 8.9 (48.0)                  | 8.8 (47.8)                  | 8.2 (46.8)                  | 7.3 (45.1)                  | 6.8 (44.2)                  | 8.2 (46.8)                  | 8.7 (47.7)                  | 10.0 (50.0)                 | 10.5 (50.9)                 | 9.7 (49.5)                  | 8.8 (47.8)                  |
| متوسط درجة الحرارة الصغرى °م (°ف)                                                                                     | 4.4 (39.9)                  | 4.4 (39.9)                  | 3.6 (38.5)                  | 1.0 (33.8)                  | −1.9 (28.6)                 | −4.3 (24.3)                 | −4.4 (24.1)                 | −3 (27)                     | −1.0 (30.2)                 | 1.5 (34.7)                  | 2.1 (35.8)                  | 3.6 (38.5)                  | 0.5 (32.9)                  |
| أدنى درجة حرارة °م (°ف)                                                                                               | −3.3 (26.1)                 | −3.3 (26.1)                 | −2.7 (27.1)                 | −4.7 (23.5)                 | −10.3 (13.5)                | −12.4 (9.7)                 | −11.9 (10.6)                | −10 (14)                    | −10 (14)                    | −5.4 (22.3)                 | −5 (23)                     | −2.8 (27.0)                 | −12.4 (9.7)                 |
| الهطول مم (إنش) | 133.7 (5.26)                | 104.7 (4.12)                | 71.7 (2.82)                 | 31.7 (1.25)                 | 14.3 (0.56)                 | 5.1 (0.20)                  | 7.1 (0.28)                  | 15.2 (0.60)                 | 35.5 (1.40)                 | 38.1 (1.50)                 | 50.5 (1.99)                 | 94.9 (3.74)                 | 602.5 (23.72)               |
| متوسط أيام هطول الأمطار (≥ 0.1 mm)                                                                                    | 20.7                        | 15.8                        | 14.2                        | 9.8                         | 3.6                         | 2.8                         | 2.8                         | 5.1                         | 8.2                         | 10.4                        | 11.5                        | 15.5                        | 120.3                       |
| متوسط الأيام المثلجة                                                                                                  | 0.07                        | 0.0                         | 0.0                         | 0.03                        | 0.0                         | 0.03                        | 0.13                        | 0.67                        | 0.37                        | 0.17                        | 0.17                        | 0.03                        | 1.67                        |
| متوسط الرطوبة النسبية (%)                                                                                             | 66                          | 72                          | 67                          | 59                          | 48                          | 42                          | 43                          | 42                          | 48                          | 49                          | 51                          | 60                          | 54                          |
| ساعات سطوع الشمس الشهرية                                                                                              | 179.8                       | 155.4                       | 148.8                       | 165.0                       | 229.4                       | 240.0                       | 235.6                       | 226.3                       | 192.0                       | 179.8                       | 171.0                       | 180.0                       | 2٬303٫1                     |
| ساعات سطوع الشمس اليومية                                                                                              | 5.8                         | 5.5                         | 4.8                         | 5.5                         | 7.4                         | 8.0                         | 7.6                         | 7.3                         | 6.4                         | 5.8                         | 5.7                         | 6.0                         | 6.3                         |
| المصدر #1: الأرصاد الجوية الألمانية, Servicio Nacional de Meteorología e Hidrología de Bolivia (snowy days 1981–2010) |                             |                             |                             |                             |                             |                             |                             |                             |                             |                             |                             |                             |                             |
| المصدر #2: Meteo Climat (extremes 1942–present)                                                                       |                             |                             |                             |                             |                             |                             |                             |                             |                             |                             |                             |                             |                             |

## أعلام
- خوان كارلوس أدوفيري
- خوسيه مانويل باندو